# Gerda Louw Larsen
Gerda Louw Larsen (født 5. maj 1929 i København, død 10. december 2011) var en dansk socialrådgiver og politiker. Hun var fra 1976 til 1981 formand for Københavns Borgerrepræsentation.
Mens Gerda Louw Larsen læste på Den Sociale Højskole i slutningen af 1950'erne, blev hun politisk engageret i Socialdemokratiet. Hun blev som nyuddannet socialrådgiver i 1961 ansat ved Mødrehjælpen og kom fire år senere til Københavns Kommunes Socialdirektorat.
I 1970 blev hun valgt til Borgerrepræsentationen og blev seks år senere den første kvindelige formand på Københavns Rådhus. Omkring 1990 var hun formand for programrådet i Danmarks Radio, hvor hun de næste fire år var bestyrelsesmedlem.
Gerda Louw Larsen var blandt andet medforfatter til Sociallovgivningens ABC, ligesom hun bidrog med artikler til Kvindens Hvem Hvad Hvor.
I 2021 vedtog Københavns Teknik- og Miljøudvalg at navngive en ny plads i Sydhavnen Gerda Louw Larsens Plads, med ikraftræden 15. december 2021.